# Procession de la Sanch

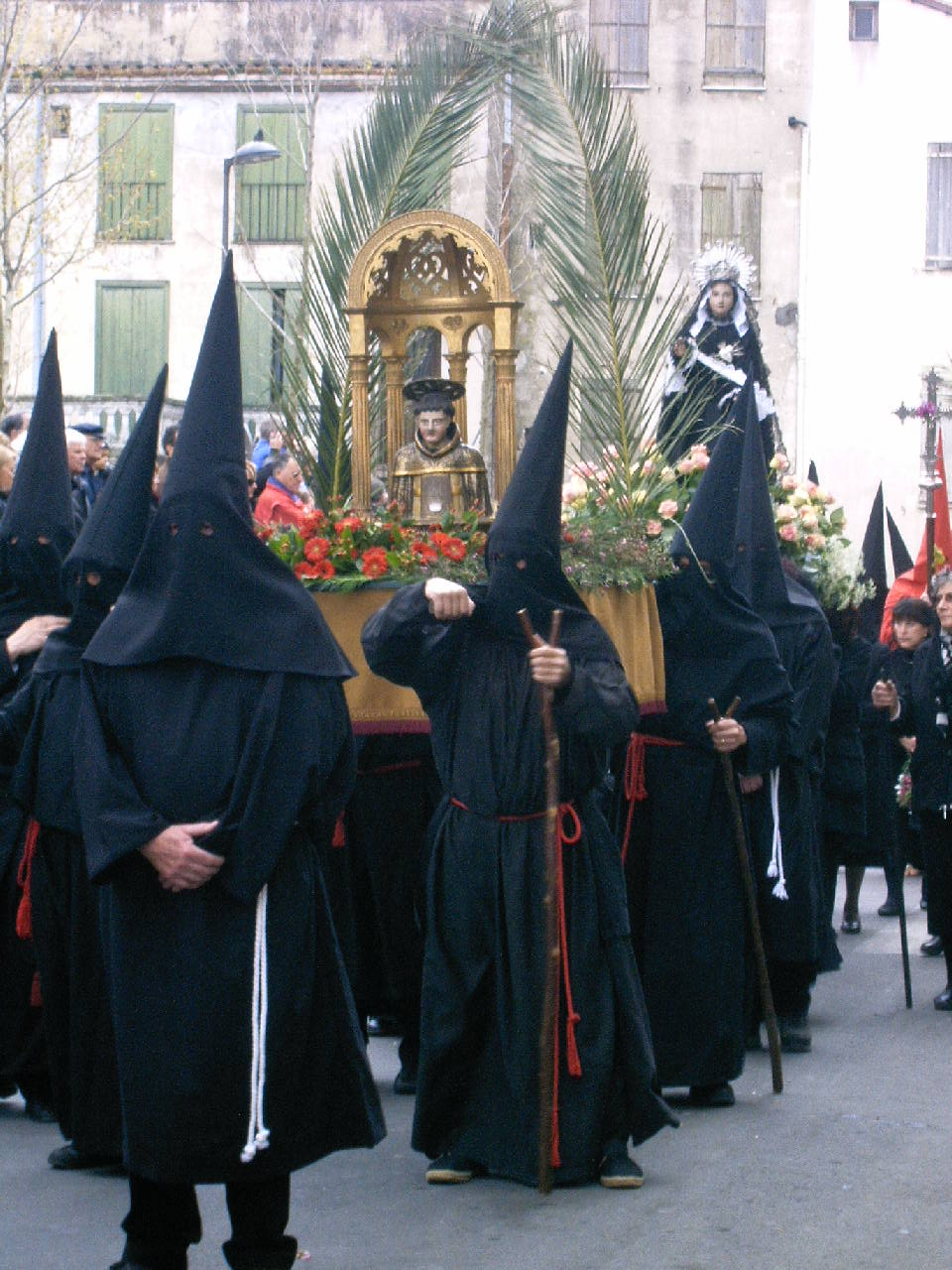
Procession de la Sanch à Perpignan en 2008.

La Procession de la Sanch (Processó de la Sanch en Catalan) est une procession du Christ-Mort, cérémonie annuelle catholique qui se déroule tous les Vendredis saints (Divendres Sant) dans diverses villes du département français des Pyrénées-Orientales (Catalogne Nord), plus précisément dans le Roussillon. 
Depuis 2023, la Procession de la Sanch est inscrite à l'inventaire national du Patrimoine culturel immatériel de France, en vue de sa sauvegarde.

## Déroulement à Perpignan
L'itinéraire de la procession en 1954 est décrit comme suit : 
Départ : 16 heures de l'Eglise Saint-Jacques, Place du Puig, Rue de l'Anguille, Place de la Révolution Française, Rue de la Révolution Française, Rue des Trois-Journées, Rue des Marchands, Rue Saint-Jean, Place de la Cathédrale, Cité Bartissol, Rue Jeanne d'Arc, Porche Notre-Dame, Rue Louis-Blanc, Rue de la Loge, Rue de la Barre, Rue de l'Argenterie, Place Rigaud, Rue Emile Zola, Rue Llucia, Place Cassanyes, Rue Porte de Canet, Retour à Saint-Jacques.
Toutefois, l'itinéraire est amené à changer au fil des ans selon les aléas des modifications de la voirie. L'itinéraire de 2019 est ainsi modifié dans ses grandes lignes : 
Le parcours part à 15 h, comme toujours de l'Eglise St Jacques où se trouve l'autel de la confrérie de la Sanch, et y revient vers 18 h. Au cours du trajet, quatre étapes dites "reposoirs", sur le parvis de la Cathédrale St-Jean, sur la place Jean Jaurès, devant l'église St Matthieu et dans la rue de l'église Notre Dame de La Réal, permettent aux porteurs de poser les misteris.

## Histoire
La confrérie de la Sanch est née à la fin du Moyen-âge, à Perpignan, le 11 octobre 1416, créée par le dominicain Vincent Ferrier. La Confrérie de la Preciosissima Sanch de Nostre Senyor Jesus Christ (du sang précieux de Jésus Christ notre Seigneur) s'était donné pour mission d'offrir une sépulture religieuse aux condamnés à mort.
Elle célèbre ainsi son sixième centenaire en 2016 et une exposition lui est consacrée toute l'année dans les locaux de l'Ancien évêché de Perpignan, dans le quartier Saint-Jacques.
La confrérie et sa procession ont subi les vicissitudes de l'histoire de la gloire à l'arrêt durant la guerre, le déni et le regain de notoriété